# 吉本坂46

吉本坂46標誌

吉本坂46（日语：／ Yoshimotozaka Fōtīshikkusu */?）為日本大型偶像組合，為繼乃木坂46及櫸坂46（現更名為櫻坂46）後的「坂道系列」第3個團體。與乃木坂46及櫸坂46不同的是，該團成員係由吉本興業現有的旗下藝人組成，且男女、年齡、經驗不拘。
因受Covid-19疫情所影響，2022年2月5日，團體的活動暫時停止。

## 概要
2018年2月21日於「吉本∞表演廳」舉辦的重大計畫記者會中，製作人秋元康正式宣布將成立繼乃木坂46、櫸坂46後的坂道系列所屬第3個偶像團體「吉本坂46」。製作人秋元康於活動影片播映完畢後登台宣布新團成立。宣布新團成立消息之後，現場響起一片驚呼之聲。成員將自吉本興業所屬約6000位藝人中經徵選選出，不限制年齡及性別，NMB48現役成員除外。

### 與其他坂道系列團體的不同
- 成員全體的經紀公司均為吉本興業，或者是吉本興業旗下的子公司。而徵選活動也只向吉本興業旗下的演藝人員召開（2期生甄選活動時更容許吉本興業旗下的工作人員參加），因此嚴格而言只有成為吉本興業的員工才有可能加入吉本坂46。
- 不同於其他坂道系列團體成員均為女性及通常使用本名活動，吉本坂46不論是年齡、性別都不設限制。部分成員甚至沒有公開其生年月日的具體資料（例如A-NON、SHUHO等），也有相當一部分成員使用藝名而非本名進行活動。成員加入吉本坂46後可以同時兼顧其入團前的演藝活動。
- 相比起大多數成員在入團前並沒有較多演藝經驗的其他坂道系列團體，吉本坂46成員的演藝經驗則不盡相同。有的成員已經在演藝界累積了十餘年甚至數十年的經驗，而有的成員則只有數年甚至沒有演藝經驗。
- 相比其他坂道系列團體一般而言不為成員開設常規使用的個人的社交網站帳號，吉本坂46的大部分成員本身擁有個人的社交網站帳號，且仍在繼續使用（現在部分乃木坂46、櫻坂46、日向坂46的成員已經開設個人的Instagram帳號）。
- 和其他坂道系列團體類似，吉本坂46在單曲發行時也會舉辦握手會等相關的活動。
- 由於團體的徵選條件、成員構成等均和其他坂道系列團體有別，因此日本國內對於不少坂道團體系列的評論和解說，經常會把吉本坂46分開解說甚至是排除在外。而坂道系列團體的跨團體合作，吉本坂46通常也極少獲邀參加或被提及（例如NHK的特別節目「坂道TV～乃木與櫻與日向～（日语：坂道テレビ〜乃木と欅と日向〜）」當中並不會提及任何吉本坂46的資訊）。

## 經歷

### 2018年
- 2月21日，吉本興業於東京的吉本∞表演廳（日语：ヨシモト∞ホール）舉辦「大型企劃發表記者會」，宣布成立坂道系列第3個團體，由秋元康擔任製作人[5]。
- 3月22日，於吉本興業東京本部進行第一次書面審査，共有751名（報名人數1747名）合格[6]。因部分落選者不滿提出上訴，另行舉辦敗部復活審查[7]。
- 4月4日（3日深夜），冠名節目「吉本坂46出名前全記錄（日语：吉本坂46が売れるまでの全記録）」開始在東京電視台播出[8][9]。
- 5月1日，公布成員徵選活動第二次審査結果，共有173人合格[10]。
- 6月27日，暫定選拔成員（旺季志津香、金田哲、川島章良、榊原徹士、野澤直子、村上昭二）出演東京電視台「東京電視台音樂祭2018（日语：テレ東音楽祭）」[11]。
- 8月20日，公布46名正式成員[12]。秋元康於发表会播放的VTR公布2期生的招募訊息[13]。
- 9月16日，於幕張展覽館參與「Rakuten GirlsAward 2018 AUTUMN／WINTER」演出。
- 10月9日，公布首張單曲選拔成員及演唱单曲B面曲的4組小組成員（於官方SHOWROOM頻道直播）。以村上昭二為主的第4小組成員將擇期公布。
  - 選拔成員（粗體字：中心成員）
    - （第3排）尾形貴弘、金田哲、小出、灘儀武、大地洋輔、江原正博、阿賢
    - （第2排）淑子、真晝、村上昭二、Yuriyan Retriever、小幡大哥
    - （第1排）河本準一、小川暖奈、齋藤司、遠藤章造
- 12月12日，參加富士电视台的《2018FNS歌謡祭》演出[14]。
- 12月26日，發行首張單曲《讓我淚流滿面》[15]。

### 2019年
- 5月8日，发行第二张单曲《今晚棒極啦》。
- 12月25日，發行第三張單曲《沒有不可能的事（日语：不能ではいられない）》[16]。
- 12月27日，舉辦團體成立一週年紀念演唱會[17]。2期生成員於演唱会前的「吉本坂46 2期生成員公開發表會」中公開亮相。

### 2021年
- 10月29日，吉本興業在吉本坂46官方網站上宣布，團體將在2022年2月5日舉行週年演唱會後，進入冬眠狀態（即活動休止）[18]。

### 2022年
- 2月2日、第一張專輯發行[19]。
- 2月5日、舉辦活動休止前最後一場演唱會「吉本坂46 2nd＆3rd Anniversary Live～冬眠～」[18][19][20]。

## 成員
- 以下成員為活動休止時仍然在籍的成員。

※成員不須專任，可兼顧入团前的演藝活動。粗體字為隊長
| 姓名                   | 讀音  | 出生日期       | 出身地   | 所屬组合／團體           | 加入期別 | 所屬分隊      | 備註                                                                      |
| ---------------------- | ----- | -------------- | -------- | ------------------------ | -------- | ------------- | ------------------------------------------------------------------------- |
| A-NON                  |       | 未公布         | 福岡縣   |                          | 1期      | RED           | 原藝名：Yumie 原「GALAXXXXY☆」團員                                        |
| 池田直人               |       | 1993年9月19日  | 大阪府   | 彩虹                     | 1期      | Suite MONSTER | Suite MONSTER中心成員                                                     |
| 岩橋良昌               |       | 1978年8月12日  | 大阪府   | 正負號                   | 1期      | Suite MONSTER |                                                                           |
| 鰻和弘                 |       | 1983年8月31日  | 大阪府   | 銀舍利                   | 1期      | Suite MONSTER |                                                                           |
| 江原正博 （）          |       | 1982年5月29日  | 大阪府   |                          | 1期      | CIRCUS        |                                                                           |
| 遠藤章造               |       | 1971年7月13日  | 大阪府   | 鐵公雞二人組             | 1期      | CIRCUS        |                                                                           |
| 旺季志津香 （）        |       | 2月14日        | 德島縣   |                          | 1期      | Suite MONSTER |                                                                           |
| 大地洋輔               |       | 1993年9月19日  | 大分縣   | DIENOJI                  | 1期      | CIRCUS        | 本名：大地洋介                                                            |
| 尾形貴弘               |       | 1977年4月27日  | 宮城縣   | PANTHER                  | 1期      | CIRCUS        |                                                                           |
| 小川暖奈               |       | 1990年2月7日   | 愛知縣   | Spike                    | 1期      | CIRCUS        |                                                                           |
| 小竹 （おたけ）              |       | 1982年12月2日  | 東京都   | JUNGLE POCKET            | 1期      | Suite MONSTER | 舊藝名及本名：武山浩三                                                    |
| 小幡大哥 （）          |       | 1988年6月5日   | 新潟縣   |                          | 1期      | CIRCUS        | 本名：小幡和貴                                                            |
| 金田哲                 |       | 1986年2月6日   | 愛知縣   | 般若                     | 1期      | CIRCUS        |                                                                           |
| 川島 of Legend         |       | 1982年1月20日  | 東京都   | 般若                     | 1期      | Suite MONSTER | 本名暨舊藝名：川島章良 2020年2月5日起改用期間限定的藝名「川島 of Legend」 |
| 阿恭 （）              |       | 1987年11月18日 | 埼玉縣   | 搞笑珠寶箱               | 1期      | RED           | 本名：富士田恭兵                                                          |
| 阿賢 （）              |       | 1969年8月22日  | 奈良縣   | 水玉烈風隊               | 1期      | CIRCUS        | 本名：松谷賢示                                                            |
| 小出 （こいで）              | Koide | 1976年2月1日   | 大阪府   | SHAMPOOHAT               | 1期      | CIRCUS        | 本名：小出水直樹                                                          |
| 河本準一               |       | 1975年4月7日   | 岡山縣   | 次長課長                 | 1期      | CIRCUS        | 吉本坂46隊長                                                              |
| 小寺真理               |       | 1991年8月31日  | 大阪府   | 吉本新喜劇               | 1期      | RED           | 前偶像團體「蕾」成員                                                      |
| 齋藤司 （）            |       | 1979年2月15日  | 神奈川縣 | TRENDY ANGEL             | 1期      | CIRCUS        |                                                                           |
| 榊原徹士               |       | 1989年12月6日  | 愛知縣   |                          | 1期      | RED           | 前「新選組之絆」成員                                                      |
| ♥小百合 （♥さゆり）           |       | 1969年7月15日  | 兵庫縣   | 勝♥小百合                | 1期      | Suite MONSTER | 本名：尾崎小百合                                                          |
| 島田珠代               |       | 1970年5月10日  | 大阪府   | 吉本新喜劇               | 1期      | Suite MONSTER |                                                                           |
| SHUHO                  |       | 7月28日        | 岩手县   |                          | 1期      | RED           |                                                                           |
| 駿駿診所P （）         |       | 1983年7月2日   | 群馬縣   |                          | 1期      | RED           | 本名：宮本駿 妻子為前吉本坂46成員三秋里步                                 |
| 敬志 （たかし）              |       | 1986年1月30日  | 東京都   | TRENDY ANGEL             | 1期      | Suite MONSTER | 本名：須藤敬志                                                            |
| 多田智佑               |       | 1986年1月9日   | 大阪府   | Totto                    | 1期      | RED           |                                                                           |
| 田中Single （田中シングル）        |       | 1991年2月26日  | 大阪府   | 8.6秒火箭筒              | 1期      | RED           | 本名：田中真                                                              |
| 哲兒 （てつじ）              |       | 1975年8月7日   | 大阪府   | SHAMPOOHAT               | 1期      | Suite MONSTER | 本名：宮田哲兒                                                            |
| 灘儀武 （）            |       | 1970年10月9日  | 大阪府   |                          | 1期      | CIRCUS        |                                                                           |
| 西村真二               |       | 1984年6月30日  | 廣島縣   | 搞笑珠寶箱               | 1期      | RED           | 前廣島HOME電視台主播                                                      |
| HIDEBOH                |       | 1967年10月7日  | 東京都   |                          | 1期      | RED           | 本名：火口秀幸                                                            |
| 光永                   |       | 1991年10月6日  | 大阪府   |                          | 1期      | RED           | 本名：高山光永                                                            |
| 藤井菜央               |       | 2001年11月6日  | 廣島縣   |                          | 1期      | RED           | 1期生最年少                                                               |
| 正子 （マサルコ）              |       | 2月11日        | 大阪府   | 不可思議的鈴鼓！         | 1期      | RED           | 前搞笑組合「Gigaslash」成員                                               |
| Machaaki （まちゃあき）          |       | 1981年10月9日  | 山口縣   | EGU-SPLOSION             | 1期      | RED           | RED隊長                                                                   |
| 松浦志穗               |       | 1984年6月13日  | 山形縣   | Spike                    | 1期      | Suite MONSTER |                                                                           |
| 真晝 （まひる）              |       | 1993年8月30日  | 鳥取縣   | 加了个油                 | 1期      | CIRCUS        | 本名：岡田真晝                                                            |
| 村上昭二 （）          |       | 1955年5月28日  | 愛媛縣   |                          | 1期      | Suite MONSTER | 吉本坂46最年長                                                            |
| 八木真澄               |       | 1974年8月4日   | 京都府   | 大草原二人組             | 1期      | Suite MONSTER |                                                                           |
| 山本圭壹 （）          |       | 1968年2月23日  | 廣島縣   | 極樂蜻蜓                 | 1期      | Suite MONSTER | 本名：山本圭一                                                            |
| Yuriyan Retriever （） |       | 1990年11月1日  | 奈良縣   |                          | 1期      | CIRCUS        | 本名：吉田有里                                                            |
| 淑子 （よしこ）              |       | 1990年10月24日 | 愛知縣   | 加了个油                 | 1期      | CIRCUS        | 本名：永田淑子                                                            |
| 大迫麻未 （大迫マミ）          |       | 1998年2月12日  | 京都府   | NSC大阪                  | 2期      |               | 合格時為吉本綜合藝能學院大阪校42期學員                                    |
| 小原義雄 （おばらよしお）          |       | 1982年3月12日  | 神奈川縣 | EGU-SPLOSION             | 2期      |               |                                                                           |
| 梶原颯                 |       | 1994年6月4日   | 兵庫縣   |                          | 2期      |               |                                                                           |
| 樺澤圓 （樺澤まどか）            |       | 1994年11月15日 | 群馬縣   | 吉本興業工作人員         | 2期      |               | 搞笑組合「次長課長」、「鎌鼬」經紀人                                      |
| 菊地浩輔               |       | 1981年6月23日  | 千葉縣   | 裡門頂肘                 | 2期      |               |                                                                           |
| 木原實優 （木原実優）          |       | 1994年6月21日  | 東京都   |                          | 2期      |               | 父親為演員暨氣象預報員木原實                                              |
| 坂本純一               |       | 1983年6月7日   | 廣島縣   | GAG                      | 2期      |               |                                                                           |
| 佐竹正史               |       | 1982年9月20日  | 埼玉縣   | Sataketty                | 2期      |               |                                                                           |
| 狀太山本 （ソウタヤマモト）          |       | 1993年7月8日   | 兵庫縣   | 五臓六腑                 | 2期      |               |                                                                           |
| Tokiwo （ときヲ）            |       | 1996年1月12日  | 大阪府   | Tokiorepeat              | 2期      |               | 前藝名：上西Tokiwo（上西ときヲ）                                                    |
| 渡口和志               |       | 2005年3月10日  | 大阪府   | Ooops！                  | 2期      |               | 2期生最年少 吉本坂46最年少                                                |
| 原浩大                 |       | 1994年4月12日  | 東京都   | NIGHTMARE CHAOS DRAGON   | 2期      |               | 原小傑尼斯                                                                |
| 比嘉琉琉香 （比嘉琉々香）        |       | 2000年8月30日  | 沖繩縣   | 沖繩Laugh＆Peace專門學校 | 2期      |               |                                                                           |
| 藤森蓮華               |       | 1月20日        | 石川縣   | HBDA                     | 2期      |               |                                                                           |
| 松浦景子               |       | 1994年4月20日  | 兵庫縣   | 吉本新喜劇               | 2期      |               |                                                                           |
| Maruirui （まるいるい）          |       | 1997年11月28日 | 神奈川縣 | 玉響學園                 | 2期      |               |                                                                           |
| 箕迫佳奈 （箕迫かな）          |       | 2001年2月13日  | 京都府   | NSC大阪                  | 2期      |               | 合格時為吉本綜合藝能學院大阪校42期學員                                    |
| Repeat （りぴーと）            |       | 1996年2月11日  | 大阪府   |                          | 2期      |               | 前藝名：戸島Repeat（戸島りぴーと）                                                    |
| Rossy （ロッシー）             |       | 1975年4月6日   | 滋賀縣   | 野性爆彈                 | 2期      |               | 本名：城野克彌 2期生最年長                                                |

### 前成員
| 姓名          | 讀音 | 出生日期      | 出身地 | 所屬组合／團體 | 加入期别 | 退出時間      | 備註                                                |
| ------------- | ---- | ------------- | ------ | -------------- | -------- | ------------- | --------------------------------------------------- |
| 野澤直子 （） |      | 1963年9月19日 | 東京都 |                | 1期      | 2019年8月18日 | 畢業                                                |
| 三秋里步      |      | 1994年8月24日 | 京都府 |                | 1期      | 2020年3月31日 | 前NMB48成員 本名：小谷里步 畢業 丈夫為成員駿駿診所P |
| TAK           |      | 2002年4月23日 | 兵庫縣 | Ooops！        | 2期      | 2021年3月31日 | 畢業                                                |
| 岡畑雛生      |      | 2003年1月3日  | 大阪府 | Re:Complex     | 2期      | 2021年9月9日  | 畢業                                                |
| 高野祐衣      |      | 1993年12月6日 | 大阪府 |                | 1期      | 2021年10月1日 | 前NMB48成員 畢業                                    |

### 團體組成
| 日期           | 事項                  | 增減 | 1期 | 2期 | 合計 |
| -------------- | --------------------- | ---- | --- | --- | ---- |
| 2018年8月20日  | 公布1期生46名合格成員 | 46   | 46  |     | 46   |
| 2019年8月18日  | 野澤直子畢業          | -1   | 45  |     | 45   |
| 2019年12月27日 | 公布2期生21名合格成員 | +21  | 45  | 21  | 66   |
| 2020年3月31日  | 三秋里歩畢業          | -1   | 44  | 21  | 65   |
| 2021年3月31日  | TAK畢業               | -1   | 44  | 20  | 64   |
| 2021年9月9日   | 岡畑雛生畢業          | -1   | 44  | 19  | 63   |
| 2021年10月1日  | 高野祐衣畢業          | -1   | 43  | 19  | 62   |

## 成員徵選活動

#### 1期生
- 徵選資格：以吉本興業所屬6000位藝人為主，得以團體或個人名義報名。NMB48成員不包括在內。報名截止日期為3月上旬[32]。
- 報名總人數：1747名[6]。
- 第一次審査：書面審查，合格者751名[6]。
  - 敗部復活賽[33]（2018年4月5日－11日[34]、SHOWROOM直播：合格者20名）
- 第二次審査：分組面試及個人宣傳、歌唱審査（2018年4月於東京、大阪舉行）[6]。
- 第三次審査：15秒的個人宣傳影片投票（2018年5月9日－15日，於官方專設網站開放一般大眾投票），得票數最少的30名候選者將淘汰。合格者143名[35]。
- 第四次審査：泳裝審査「自己下水時最想穿的服裝」（於官方專設網站開放一般大眾投票），得票數最少的30名候選者將淘汰[36]。
- 第五次審査：舞蹈審査「魂之舞台」、候選者以10名為1組的方式進行分組，學習指定曲的舞步及隊形，於限定期間內練習，之後進行審査用舞蹈表演影片的拍攝，影片將提供給評審進行評選。預定將選出80名合格者[37]。
- 最終審査：秋元康將參與此次審査[37]。
- 最終合格者：2018年8月20日在HULIC HALL TOKYO（日语：ヒューリックホール東京）公布最終合格者[38]。

最終合格者（粗體字者為在籍成員）
A-NON、池田直人、岩橋良昌、鰻和弘、江原正廣、遠藤章造、旺季志津香、大地洋輔、尾形貴弘、小川暖奈、小竹、小幡大哥、金田哲、川島章良、阿恭、阿賢、小出、河本準一、小寺真理、齋藤司、榊原徹士、♥小百合、島田珠代、SHUHO、駿駿診所P、敬志、高野祐衣、多田智佑、田中Single、哲兒、灘儀武、西村真二、野澤直子、HIDEBOH、光永、藤井菜央、正子、Machaaki、松浦志穗、真晝、三秋里步、村上昭二、八木真澄、山本圭壹、Yuriyan Retriever、淑子

#### 2期生
- 2019年9月22日於SHOWROOM直播公布2期生徵選相關訊息，此次徵選資格擴大至吉本興業全公司，亦即吉本興業公司所屬藝人、董事長及總經理在內的全體員工皆可報名參加[39]。
- 報名總人數：715名[40]。
- 一次審査：書面審查，合格者301名[40]（4名候選者中途退出[41]）
- 二次審査：30秒個人宣傳影片（2019年11月8日－11月17日，以官方網站特設專頁的得票數、候選者個人推特轉推數及按讚數、候選者個人Instagram按讚數合計總積分取前150名），合格者150名[41]。
- 三次審査：面試、舞蹈審査（指定曲目為《離不開你的嘴唇》副歌部分），合格者46名[42]。
  - 敗部復活賽（2019年12月8日－2019年12月15日[43]、SHOWROOM），合格者10名。
- 最終審査：面試、歌唱審査[42]。
- 最終合格者：2019年12月27日於川崎市體育文化綜合中心舉辦的「吉本坂46 2期生成員公開發表會」公布最終合格者[44]。

## 作品

### 單曲
| 张数             | 發售日期         | 名稱                | Oricon公信榜     | Oricon公信榜                 | Oricon公信榜     | Oricon公信榜     | Billboard JAPAN 销量        | 唱片編號         | 發售形態                         |
| 张数             | 發售日期         | 名稱                | 最高 周榜排名    | 上榜次数                     | 首週銷量         | 累積銷量         | Billboard JAPAN 销量        | 唱片編號         | 發售形態                         |
| Sony Records發行 | Sony Records發行 | Sony Records發行    | Sony Records發行 | Sony Records發行             | Sony Records發行 | Sony Records發行 | Sony Records發行            | Sony Records發行 | Sony Records發行                 |
| ---------------- | ---------------- | ------------------- | ---------------- | ---------------------------- | ---------------- | ---------------- | --------------------------- | ---------------- | -------------------------------- |
| 1                | 2018年12月26日   | 讓我淚流滿面 （）   | 第3名            | 14                           | 15,122張         | 28,992張         | 28,969張                    | SRCL-11002/3     | 映像盤（CD+DVD）                 |
| 1                | 2018年12月26日   | 讓我淚流滿面 （）   | 第3名            | 14                           | 15,122張         | 28,992張         | 28,969張                    | SRCL-11004～49   | 通常盤（CD、46種、成员个人封面） |
| 2                | 2019年5月8日     | 今晚棒極啦 （）     | 第3名            | 1                            | 16,770張         |                  |                             | SRCL-11148/9     | 映像盤（选拔ver）（CD+DVD）      |
| 2                | 2019年5月8日     | 今晚棒極啦 （）     | 第3名            | 1                            | 16,770張         | SRCL-11150/1     | 映像盤（RED ver）（CD+DVD） |                  |                                  |
| 2                | 2019年5月8日     | 今晚棒極啦 （）     | 第3名            | 1                            | 16,770張         | SRCL-11152       | 通常盤（CD）                |                  |                                  |
| 3                | 2019年12月25日   | 沒有不可能的事 （） |                  |                              |                  |                  |                             | SRCL-11365/6     | 映像盤（選拔ver）（CD+DVD）      |
| 3                | 2019年12月25日   | 沒有不可能的事 （） | SRCL-11367       | 通常盤A 初回生產限定盤（CD） |                  |                  |                             |                  |                                  |
| 3                | 2019年12月25日   | 沒有不可能的事 （） | SRCL-11338       | 通常盤B（RED1位紀念）（CD）  |                  |                  |                             |                  |                                  |

## 節目演出

### 冠名節目
- 吉本坂46出名前全記錄（日语：吉本坂46が売れるまでの全記録）（；2018年4月4日－2020年9月30日，東京電視台）[45]

### 特別節目
- 东京电视台音樂祭2018（日语：テレ東音楽祭2018）（；2018年6月27日，東京電視台、旺季、金田、川島、榊原、野澤、村上）[46]
- 2018FNS歌謠祭（2018年12月12日、富士电视台[14] 、《让我泪流满面》选拔成员[注 3]）
- 即將開播！平成年最後的紅白歌合戰 開播前特別節目（2018年12月31日、NHK綜合頻道）－主持人[49]
- CDTV特別節目！跨年首場直播2018→2019（2018年12月31日－2019年1月1日，TBS）[50]

### 活動
- Rakuten GirlsAward 2018 AUTUMN／WINTER（2018年9月16日，幕張展覽館、小川、齋藤、SHUHO、駿駿診所P、敬志、高野、Machaaki、松浦、三秋、山本、Yuriyan Retriever）[51]
- ReNY SUPER LIVE 2019 ～supported by 今夜是你的Fes（2019年2月1日、新宿ReNY） - POP MONSTER[52]
- 流科夢想種子祭～賞花大作戰～（2019年3月23日，流通科學大學戶外專設舞台）－A-NON、小寺、榊原、敬志・高野、田中、光永、藤井、Machaaki[53]
- 全島OH！OKINAWA祭～第11屆沖繩國際電影節～（2019年4月20日，波之上海灘）[54]

### 電視廣告及宣传
- 超值星期五（日语：プレミアムフライデー）聲援隊（プレミアムフライデー応援隊；2019年1月－）[55]
- 電影《MIB星際戰警：跨國行動》日本分部探員（2019年3月－）[56]

### 網路連載
- Yahoo!生活雜誌（2019年2月25日－、雅虎日本）－「讓吉本坂46淚流滿面的美食！」（吉本坂46の泣かせメシ！）[57]

## 書籍

### 雜誌連載
- NAIL MAX（2019年2月23日－、Mitia）[58]

## 相關項目
- 坂道系列
- 乃木坂46
- 欅坂46
- 日向坂46

## 外部連結
- 吉本坂46官方網站（页面存档备份，存于）
- 吉本坂46 Sony Music Records 官方網站 （页面存档备份，存于）
- 吉本坂46的X（前Twitter）
- 吉本坂46的Instagram帳戶
- YouTube上的吉本坂46頻道